# آب‌جوی دم‌دراز
آب‌جوی دم‌دراز (نام علمی: Cinclodes pabsti)، یک گونه نزدیک تهدید از پرندگان در زیرخانواده Furnariinae از خانواده تنورمرغان (Furnariidae) و بومی برزیل است.